# Ванина Ванини (фильм, 1961)
Ванина Ванини (итал. Vanina Vanini) — кинофильм режиссёра Роберто Росселлини, вышедший на экраны в 1961 году. Экранизация одноимённой новеллы (1829) Стендаля. Лента принимала участие в конкурсной программе Венецианского кинофестиваля.

## Сюжет
Ванина Ванини, скучающая римская графиня, влюбляется в молодого патриота Пьетро Миссирилли, который скрывается в её доме после убийства предателя братства карбонариев. Он оказывается перед выбором — преследовать свои эгоистичные интересы или посвятить себя борьбе за свободу родины. Несмотря на уговоры Ванины, Пьетро не может отказаться от своих идеалов и бросить своих товарищей...

## В ролях
- Сандра Мило — Ванина Ванини
- Лоран Терзиефф — Пьетро Миссирилли
- Мартин Кароль — графиня Вителлески
- Паоло Стоппа — Асдрубал Ванини
- Изабель Кори — Клелия
- Антонио Пьерфедеричи — Ливио Савелли
- Олимпия Кавалли — горничная
- Нерио Бернарди — Кардинал Савелли
- Миммо Поли — палач